# 2011 Girls' Generation Tour (album)
2011 Girls' Generation Tour là album trực tiếp thứ hai của nhóm nhạc nữ Hàn Quốc Girls' Generation, được thu âm trong chuyến lưu diễn Girls' Generation Tour.

## Lịch sử
Ngày 11 tháng 4 năm 2013, Girls' Generation được công bố là sẽ phát hành album trực tiếp thứ hai của mình. 2011 Girls' Generation Tour được thu âm vào ngày 23 và 24 tháng 7 năm 2011 trong buổi diễn tại Nhà thi đấu Thể dục dụng cụ Olympic ở Seoul, nằm trong chuyến lưu diễn năm 2011 của nhóm, Girls' Generation Tour. Album bao gồm 34 bài hát nằm trong 2 CD, cũng như 2 bonus track; phiên bản phòng thu của "Let It Rain" và "Danny Boy".

## Danh sách bài hát

### CD 1
| STT | Nhan đề                                      | Thời lượng |
| --- | -------------------------------------------- | ---------- |
| 1.  | "Girl's Carnival"                            | 6:15       |
| 2.  | "Tell Me Your Wish (Genie)"                  | 4:35       |
| 3.  | "You-Aholic"                                 | 3:34       |
| 4.  | "Mr. Taxi"                                   | 3:33       |
| 5.  | "I'm in Love With The HERO"                  | 2:53       |
| 6.  | "Let It Rain (Korean Ver.) "                 | 3:43       |
| 7.  | "Snowy Wish (첫눈에)"                        | 3:22       |
| 8.  | "Sweet Talking Baby (Fun & Fun) "            | 3:28       |
| 9.  | "Kissing You"                                | 3:20       |
| 10. | "Oh!"                                        | 3:45       |
| 11. | "Don't Stop the Music (Hyoyeon solo)"        | 3:34       |
| 12. | "Almost (Jessica solo)"                      | 2:47       |
| 13. | "3 (Sunny solo)"                             | 3:26       |
| 14. | "Lady Marmalade (Taeyeon & Tiffany song ca)" | 4:24       |
| 15. | "The Great Escape"                           | 3:52       |
| 16. | "Bad Girl"                                   | 4:53       |

### CD 2
| STT | Nhan đề                         | Thời lượng |
| --- | ------------------------------- | ---------- |
| 1.  | "Devil's Cry (Taeyeon solo)"    | 2:09       |
| 2.  | "Run Devil Run"                 | 4:04       |
| 3.  | "Beautiful Stranger"            | 3:32       |
| 4.  | "Hoot"                          | 4:09       |
| 5.  | "If (Yuri solo)"                | 3:34       |
| 6.  | "Sway (Sooyoung solo)"          | 3:12       |
| 7.  | "Danny Boy"                     | 3:51       |
| 8.  | "Complete"                      | 3:58       |
| 9.  | "My Child (동화) "              | 4:41       |
| 10. | "Ice Boy (냉면-차가운 니 얼굴)" | 3:38       |
| 11. | "HaHaHa Song (하하하송)"        | 3:17       |
| 12. | "Gee"                           | 3:22       |
| 13. | "Forever (너와 꿈꾸고 싶다)"    | 4:24       |
| 14. | "Into The New World"            | 4:26       |
| 15. | "Way To Go!"                    | 3:06       |
| 16. | "It's Fantastic!"               | 3:38       |

### Bonus track
| STT | Nhan đề                                       | Thời lượng |
| --- | --------------------------------------------- | ---------- |
| 1.  | "Let It Rain (phiên bản phòng thu tiếng Hàn)" | 3:39       |
| 2.  | "Danny Boy (phiên bản phòng thu)"             | 3:49       |

## Bảng xếp hạng
| Bảng xếp hạng                  | Thứ hạng cao nhất |
| ------------------------------ | ----------------- |
| South Korea Gaon Chart         | 1                 |
| South Korea Gaon Chart monthly | 3                 |

## Doanh số
| Bảng xếp hạng       | Doanh số |
| ------------------- | -------- |
| Gaon physical sales |          |

## Lịch sử phát hành
| Quốc gia | Ngày phát hành      | Hãng đĩa         | Định dạng    |
| -------- | ------------------- | ---------------- | ------------ |
| Hàn Quốc | 11 tháng 4 năm 2013 | SM Entertainment | CD, download |